# Ahmed-chan
Ahmed-chan, Achmat-chan, Achmat (zm. 6 stycznia 1481) – chan Złotej Ordy w latach 1465–1481. 

## Życiorys
Podporządkował sobie Ordę Nogajską, podjął też walki z chanem krymskim Mengli Girejem. Zaniepokojony rosnącą potęgą Wielkiego Księstwa Moskiewskiego zawarł układ wojskowy z wielkim księciem Kazimierzem Jagiellończykiem (jako władcą Litwy, a nie Polski, której władcą Kazimierz był również). 
W 1472 roku wojsko Ahmeda ruszyło na Moskwę. Nad rzeką Oką miały czekać wojska litewskie, które jednak nie przybyły, ponieważ Kazimierz zaangażował się wtedy w konflikt dynastyczny na Węgrzech. W obozie tatarskim wybuchła zaraza, zmuszająca do zaniechania ataku. W 1480 roku ponownie zawarł przymierze z Kazimierzem Jagiellończykiem. Tym razem Tatarzy czekali na Litwinów nad rzeką Ugrą, ale wojska litewskie i tym razem nie przybyły, a powodem była tzw. wojna popia. Po drugiej stronie rzeki rozbiły obóz siły wielkiego księcia moskiewskiego Iwana III Srogiego. Tatarzy nie zaatakowali, a gdy rozpoczęła się zima, wrócili do Saraju. 
Wydarzenie to (stanięcie nad Ugrą) jest tradycyjnie uznawane za koniec panowania tatarskiego nad Rusią.
Ahmed zginął w 1481 roku w bitwie między Złotą Ordą i Ordą Nogajską u ujścia Dońca.